# Quaoar (Mythologie)
In der Kosmogonie der Tongva ist Quaoar eine urzeitliche Schöpfergottheit, gestalt- und geschlechtslos, die die Welt ins Leben sang und tanzte.

## Die Kultur der Tongva
Die Kultur der Tongva nahm einst das ganze Becken von Los Angeles sowie die Inseln Santa Catalina, San Nichlas, San Clemente Island und Santa Barbara ein. Von Topanga Canyon durch Aliso Creek bis Laguna Beach, von den San Gabriel Bergen bis an das Meer, besiedelten sie eine Region, die heute Los Angeles und Orange County ist. Den Ahnen der Tongva „gehörte“ dieses Gebiet lange Zeit vor der Ankunft der Europäer im Süden der Vereinigten Staaten von Amerika. Bevor sich 1781 die ersten spanischen Siedler in Südkalifornien niederließen, lebten dort schätzungsweise 5000 Tongva. In der Sprache der Tongva bedeutet ihr ethnischer Name Volk der Erde. Durch die Assimilation an die spanische und mexikanische Kultur verloren die Tongva ihren indigenen Namen. Der christlichen Missionierung des San Gabriel verdanken sie ihren modernen Namen: Gabrieliños. Wie andere indianischen Ethnien verdrängten die Europäer auch die Tongva, die gezwungen wurden, auf mexikanischen Plantagen zu arbeiten und durch Krankheiten dezimiert wurden. Heute leben noch ein paar Hundert Tongva in Kalifornien.
Die Tongva waren ein friedliches Volk; Krieg, Raub und Mord waren in ihrer Kultur selten. Ihre religiösen Riten zelebrierten sie in einer kreisförmigen Struktur mitten in ihren Siedlungen. Nur ausgewählten Männern von hohem Rang und Prestige, Sängerinnen oder den nächsten Angehörigen während eines Totenrituals war es erlaubt, diesen Ort zu betreten. Die Tongva verehrten ein Höchstes Wesen, das Ordnung in eine chaotische Welt brachte. Sie kannten keine bösen Geister und hatten keine Vorstellung von Sanktionen in einem Jenseits wie der Hölle, bis ihnen die christliche Mission diese Gedanken nahebrachte. Phytotherapie und Heilkunde lagen in der Hand eines „Medizinmannes“.
Feigheit, keinen Mut zu haben, und Schwäche galt den Tongva als Schande und führte zu Unehrenhaftigkeit. Männer und männlichen Jugendlichen wurden Prüfungen auferlegt, in denen sie ihre Männlichkeit unter Beweis stellen mussten. In diesen Initiationsritualen wurden den Initianden von älteren Männern über die Überlieferungen und das kulturspezifische Wissen der Tongva belehrt, erhielten sie Zugang zu den oralen Traditionen, die von den Anfängen und der Zukunft der Welt berichten.

## Schöpfungsmythos der Tongva
Quaoar nennen die Tongva die Schöpferkraft, ohne Gestalt und ohne Geschlecht, in ihren Mythen. Wie im pelasgischen Schöpfungsmythos des archaischen Griechenlands Eurynome, die Göttin aller Dinge, sich nackt aus dem Chaos erhebt, und die Welt in ihre Existenz tanzt, so singt und tanzt auch Quaoar alles Bestehende ins Leben. Quaoars Wirken differenziert das chaotisch Mannigfaltige der mythischen Urzeit gemäß Verschiedenheit und Unterschiedlichkeit.
Zuerst entsteht Weywot, der Vater des Himmels. Zusammen singen und tanzen die beiden Chehooit, die Mutter Erde und die urzeitliche Dreifaltigkeit erschafft durch Tanz und Gesang Tamit, den Großvater.
Durch die Kooperation der gemeinsam singenden und tanzenden Gottheiten wird die urzeitliche Schöpfung immer weiter ausdifferenziert, der Schöpfungsgesang zunehmend komplizierter. Nach und nach entstehen Moar, die Großmutter, Pamit, die Göttin des Meeres, Manit, der Gott der Träume und Visionen, Manisar, der Spender von Nahrung und Ernten, Tukupar Itar, Himmels-Coyote und Tolmalok, die Göttin von Shishonga, der Unterwelt.
Zuletzt erschafft das göttliche Pantheon die sieben Riesen, deren Aufgabe darin besteht, die Schöpfung zu tragen. Die Höchsten Wesen werden in ihrem Schöpfungswerk von Adler, Ente, Bär und Frosch unterstützt; Frosch holt die Erde aus dem Meer und gemeinsam tanzen die vier Helfertiere die Erde flach und ausgedehnt.
Zuletzt statten die Götter und Göttinnen die Welt Tovangar mit Hügeln, Bergen, Bäumen, Flüssen aus. Auch Tobohar, der erste Mann, und Pahvit, die erste Frau, entstehen in diesem großen Schöpfungsgesang und Schöpfungstanz.

## Rezeption

### Astronomie
Die Astronomen Chad Trujillo und Mike Brown am Palomar-Observatorium im San Diego County (Pasadena, Kalifornien) entdeckten am 5. Juni 2002 einen bis dahin unbekannten trans-neptunischen Himmelskörper, den sie nach Quaoar benannten. Quaoar gehört wie Pluto zum Kuiper-Gürtel und trägt die vollständige Bezeichnung (50000) Quaoar.

### Astrologie
Im Zusammenhang mit der kosmogonischen Konstruktion der Tongva versuchen Astrologen den neuen Faktor Quaoar bei ihrer Horoskopdeutung entsprechend folgender Aspekte einzubeziehen:
- Erkennen der göttlichen schöpferischen Potenz (des göttlichen Funkens) in der Schöpfung;
- Bewahren und Tradieren der Schöpfung, Ressourcen schonende, naturnahe und -bewahrende Lebensweise;
- Achtung traditioneller Werte und Tugenden.